# Račja Vas
Račja Vas je naselje na Ćićariji, u općini Lanišće, na 692 m nadmorske visine, 4km sjeverozapadno od općinskoga središta Lanišća, na cesti Lanišće–Trstenik (Lanišće). Stanovnici se bave poljoprivredom, a u prošlosti osobito stočarstvom i proizvodnjom drvenog ugljena. Seoska zajednica do danas je očuvala osebujan oblik zajedničkoga vlasništva nad pašnjacima, kako se čestice ne bi dijelile ili prodavale stanovnicima drugih sela. 

## Povijest
Naselje je pripadalo Rašporskoj gospoštiji, s kojom je dijelilo sudbinu, kao i sva druga naselja toga dijela Ćićarije. Prvi se put spominje 1358. u Rašporskom urbaru (fragment), s imenom u obliku Ratsdorf, a poslije dolaska pod vlast Mlečana u izvorima se javljaju oblici Racauas i Razavas. Stradalo je u osmanskim upadima i Uskočkom ratu, te u II.svj. ratu, kad je spaljeno i opljačkano, a dio stanovnika odveden je u nacističke logore (10.VIII.1944). Crkva Blažene Djevice Marije spominje se 1580., a zvonik je izgrađen 1586.

## Stanovništvo
Po popisu iz 2001., u selu su živjela 34 stanovnika.
| broj stanovnika | 356   | 386   | 428   | 447   | 483   | 462   |       |       | 367   | 313   | 195   | 102   | 68    | 55    | 34    | 25    | 21    |
|                 | 1857. | 1869. | 1880. | 1890. | 1900. | 1910. | 1921. | 1931. | 1948. | 1953. | 1961. | 1971. | 1981. | 1991. | 2001. | 2011. | 2021. |

## Znamenitosti
- U središtu sela se nalazi uređeni izvor pitke vode

- U selu je crkva Blažene Djevice Marije, koja se spominje 1580. god., a uz nju je 10 m visok zvonik.

- Nedaleko sela se nalazi 1106 m visoki Orljak, zbog čega je ovo selo tradicionalno planinarsko odmorište prije uspona na taj vrh.